# لا موسمي
لا موسمي (بالفرنسية: La Mousmé)‏ هي لوحة رسمها فنسنت فان جوخ في عام 1888 أثناء إقامته في آرل، التي أطلق عليها فان جوخ اسم «اليابان في الجنوب». بعد انسحابه من المدينة، كان يأمل أن يستحضر وقته في آرل في عمله التعبير البسيط والدرامي للفن الياباني.

## ذروة مسيرة فان جوخ المهنية
في الوقت الذي رسم فيه فان جوخ هذه الصورة، كان يبلغ من العمر 35 عامًا. عاش في آرل بجنوب فرنسا، وكان في أوج حياته المهنية، وأنتج بعضًا من أفضل أعماله. مثلت لوحاته جوانب مختلفة من الحياة العادية، مثل هارفست في لا كرو وهذه اللوحة لا موسمي. تم إنشاء لوحات عباد الشمس، وهي بعض من أكثر لوحات فان جوخ شهرة، في هذا الوقت. عمل باستمرار لمواكبة أفكاره عن اللوحات. من المحتمل أن تكون هذه إحدى فترات حياة فان جوخ الأكثر سعادة. إنه واثق وواضح الذهن ويبدو أنه راضٍ.
في رسالة إلى شقيقه، ثيو، كتب، «الرسم كما هو الآن، يعد بأن يصبح أكثر دقة - أشبه بالموسيقى وأقل شبهاً بالنحت - وفوق كل شيء، يعد بالألوان.» كوسيلة للتفسير، يوضح فان جوخ أن كونك مثل الموسيقى يعني أن تكون مطمئنًا.
وقت غزير، في أقل من 444 يومًا، رسم فان جوخ حوالي 100 رسم وأنتج أكثر من 200 لوحة. ومع ذلك، فقد وجد الوقت والطاقة لكتابة أكثر من 200 حرف. بينما كان يرسم بسرعة، مدركًا السرعة التي سيحتاجها المزارعون للعمل في الشمس الحارقة، أمضى وقتًا في التفكير في لوحاته قبل وقت طويل من رسم الفرشاة على القماش.

## الرسمة
مستوحى من رواية بيير لوتي مدام كريسثانسيم والأعمال الفنية اليابانية، رسم فان جوخ لا موسيمي، وهي فتاة يابانية أنيقة. كتب في رسالة إلى شقيقه: «استغرق الأمر مني أسبوعًا كاملاً ولكن كان علي الاحتفاظ بطاقي العقلي لأعمل جيداً. فالموسمي هي فتاة يابانية - بروفنسال في هذه الحالة - تتراوح من اثني عشر إلى أربعة عشر عامًا.»
الغرض من استخدام لون فان جوخ أن يكون رمزيًا. ينجذب الجمهور إلى استخدامه لأنماط التعاقد والألوان التي تجلب الطاقة والكثافة إلى العمل. تبرز الظلال المكملة للأزرق والبرتقالي، وهي انحراف أسلوبي عن ألوان اللوحات الانطباعية التي اكتسبها أثناء استكشافه في باريس، مقابل الأخضر الشاحب الذي يشبه الربيع في الخلفية. ملابس لا موسيمي هي مزيج من العصرية والتقليدية. ملابسها حديثة بالتأكيد. الألوان الزاهية للتنورة والسترة من منطقة آرل الجنوبية. فيما يتعلق برسمة فان جوخ لملامحها، فإن اهتمامه الأكبر ينصب على وجه الفتيات، مما يمنحها تلوين فتاة من آرل، ولكن بتأثير ياباني. يحاكي وضع السيدة الشابة موقف الدفلى. الدفلى المزهر، مثل الفتاة، في مرحلة الازدهار من الحياة.
قال فان جوخ عن دراسات البورتريه، مثل لا موسيمي، «الشيء الوحيد في الرسم الذي يثيرني في أعماق روحي، والذي يجعلني أشعر باللامتناهي أكثر من أي شيء آخر.»
اللوحة جزء من مجموعة المتحف الوطني للفنون في واشنطن العاصمة.

## الأصل
- كانت جوانا فان جوخ بونجر، أخت زوجة الفنانة أمستردام، تمتلك اللوحة حتى مايو 1909. أصبحت خمس لوحات باعتها جوانا جزءًا من مجموعة المعرض الوطني للفنون.
- في مايو 1909، بيعت اللوحة إلى ج. دي بوا، تاجر فنون ومدير فرع لاهاي من C.M. معرض فان جوخ. سم. كان فان جوخ عم فينسينت.
- بعد مايو 1909، بيعت اللوحة لـ كارل ستيرنهايم (1878-1942)، الكاتب المسرحي الألماني وجامع الأعمال الفنية في ميونيخ. في عام 1912 انتقل هو وزوجته إلى لا هولب ببلجيكا. بحلول عام 1933 تم حظر عمل ستيرنهايم من قبل النازيين.
- بحلول عام 1917، امتلك جامع الأعمال الفنية والتاجر ألفونس كان (1870-1948) من باريس اللوحة.
- كان لدى جيه بي ستانغ من أوسلو اللوحة حتى عام 1928.
- في 3 يناير 1928، تم بيع لا موسيمي من خلال دكتور الفريد جولد بعض أغنى الأفراد في أمريكا.
- بيعت اللوحة في 21 مايو 1929 من خلال غاليري إتيان بينو في باريس إلى تشيستر ديل (1883-1962) في نيويورك.
- في عام 1963، تم توريث اللوحة في المعرض الوطني للفنون ووضعت في مجموعة ديل تشيستر. كان تشيستر ديل شغوفًا وناجحًا في مجموعته الفنية كما كان في وول ستريت، فقد ترك في عام 1962 بعضًا من أهم مجموعات الرسم الفرنسي في أمريكا من أواخر القرن التاسع عشر وأوائل القرن العشرين إلى المعرض الوطني للفنون[7]

## رسم لا موسيمي
توجد عدة رسومات لهذه اللوحة:
- رسم بورتريه، جالس لا موسي، موجود في متحف اللوفر، باريس، فرنسا.[8]
- لا موسيمي، نصف شخصية في مجموعة الفنون الجميلة لتوماس جيبسون، لندن، المملكة المتحدة، أوروبا[9]
- لا موسيمي، يقع في متحف بوشكين، موسكو، روسيا.[10]